# Préposé fédéral à la protection des données et à la transparence
Le préposé fédéral à la protection des données et à la transparence (PFPDT) est chargé de conseiller, sensibiliser et veiller à la protection des données personnelles en Suisse.

## Description
Il est administrativement rattaché à la Chancellerie fédérale.
Le préposé fédéral à la protection des données, se fonde entre autres sur le plan législatif, sur la loi fédérale sur la protection des données (LPD) et l'ordonnance relative à la loi fédérale sur la protection des données (OLPD). Il est nommé pour une durée de quatre ans par l'Assemblée fédérale .
Hanspeter Thür occupe ce poste de 2001 à fin 2015
Adrian Lobsiger  occupe cette fonction depuis  le 1er juin 2016. Il est élu par 135 voix sur 198 bulletins valables, 50 députés ayant voté contre lui.
Les cantons disposent également de préposés à la protection des données.

## Structure
L'unité administrative du préposé fédéral est divisée comme suit :
- Protection des données
- Principe de la transparence
- Centres de compétence
  - Centre de compétence Gestion des affaires, du personnel et des finances
  - Centre de compétence IT et Société numérique
- Relations internationales